# Iestyn Harris
Iestyn Rhys Harris (Oldham, 25 de junio de 1976) es un exjugador británico de rugby y rugby League que se desempeñaba como apertura o centro.

## Rugby League
Clubes
| Club                | País       | Año         |
| ------------------- | ---------- | ----------- |
| Warrington Wolves   | Inglaterra | 1994 - 1997 |
| Leeds Rhinos        | Inglaterra | 1997 - 2001 |
| Bradford Bulls      | Inglaterra | 2004 - 2008 |
| Featherstone Rovers | Inglaterra | 2008 - 2009 |

## Selección nacional
Debutó en los Dragones rojos frente a los Pumas en noviembre de 2001 y jugó con ellos hasta el Torneo de las Seis Naciones 2004. En total jugó 25 partidos y marcó 108 puntos.

### Participaciones en Copas del Mundo
Disputó la Copa del Mundo de Australia 2003 donde fue el principal pateador de los Dragones rojos y éstos a su vez fueron eliminados por el XV de la Rosa en cuartos de final.
| Mundial                       | Sede      | Resultado        | PJ | Pts |
| ----------------------------- | --------- | ---------------- | -- | --- |
| Copa Mundial de Rugby de 2003 | Australia | Cuartos de final | 4  | 30  |